# Bas-Mauco
Bas-Mauco är en kommun i departementet Landes i regionen Nouvelle-Aquitaine i sydvästra Frankrike. Kommunen ligger i kantonen Saint-Sever som tillhör arrondissementet Mont-de-Marsan. År 2022 hade Bas-Mauco 402 invånare.

## Befolkningsutveckling
Antalet invånare i kommunen Bas-Mauco
Referens:INSEE